# Aeroportul Grundarfjörður
Aeroportul Grundarfjörður (IATA: GUU, ICAO: BIGF) este un aeroport din Vesturland⁠(d), Islanda ce deservește zona Grundarfjarðarbær⁠(d). A fost numit după zona deservită.
Situat la o altitudine de 5 m, aeroportul dispune de o singură pistă.